# Panychida (Holan)
Panychida je lyricko-epická báseň Vladimíra Holana. Jedná se o tryznu za padlé a umučené ve druhé světové válce.

## Charakteristika
Samotný název znamená smuteční obřad, neboli panychidu, slavnost na počest zemřelých. Tuto báseň napsal Vladimír Holan krátce po pražském Květnovém povstání, května roku 1945. Je stále pln hrůz fašismu a války, ale na konci se objevuje nová naděje v podobě Rusů.
Báseň je rozdělena do čtyř částí. V první části popisuje velmi naturalisticky noční můru, kterou byla v Praze okupace Němci a válka. V druhé, nejdelší části pokračuje v naturalistickém popisování zvěrstev, které Němci prováděli. Jsou pro něj doslova nepochopitelná. Popisuje hlad, strach, potupu a beznaděj. Pochybuje o bohu a ptá se, jak něco takového může dopustit. Vzpomene také na oběti, zabité při německé invazi do Ruska. Ve třetí části popisuje povstání a porážku Německa. V poslední části se již objevují motivy poválečného života, kdy se všichni snaží navrátit se k normálnímu životu. To není sice lehké, do budoucna má ovšem optimistický pohled, hlavně vzhledem k Rusům. K nim se upíná především proto, že to byli také Slované a na rozdíl od našich spojenců nás nezradili v Mnichově (ačkoli byli předtím spojenci Německa, což je paradox).
Holanovy verše jsou procítěné a melodické. Některá přirovnání jsou poměrně složitá a proto možná dnešnímu čtenáři, bez znalostí některých podrobností, nepřístupná (například Chlebnikovova polévka z motýlů). Jiné části jsou zase naturalisticky šokující. V celé básni se nese motiv porovnání Němců a Rusů – na jedné straně nelidská zvířata (potkan, krysa) a na straně druhé osvoboditelé, Sovětský svaz – symbol jednoty Slovanů. Autor chce varovat lid do budoucna, aby nikdy nezapomněl, co mu bylo učiněno, a bránil se.